# 형사 배삼룡
"형사 배삼룡"은 한국에서 제작된 김기 감독의 1975년 영화이다. 배삼룡 등이 주연으로 출연하였고 한갑진 등이 제작에 참여하였다.

## 출연

### 주연
- 배삼룡
- 김윤경
- 김무영